# Lamnga (Mesjid Raya)
Lamnga is een bestuurslaag in het regentschap Aceh Besar van de provincie Atjeh, Indonesië. Lamnga telt 1021 inwoners (volkstelling 2010).